# Kathedrale von Ferrara

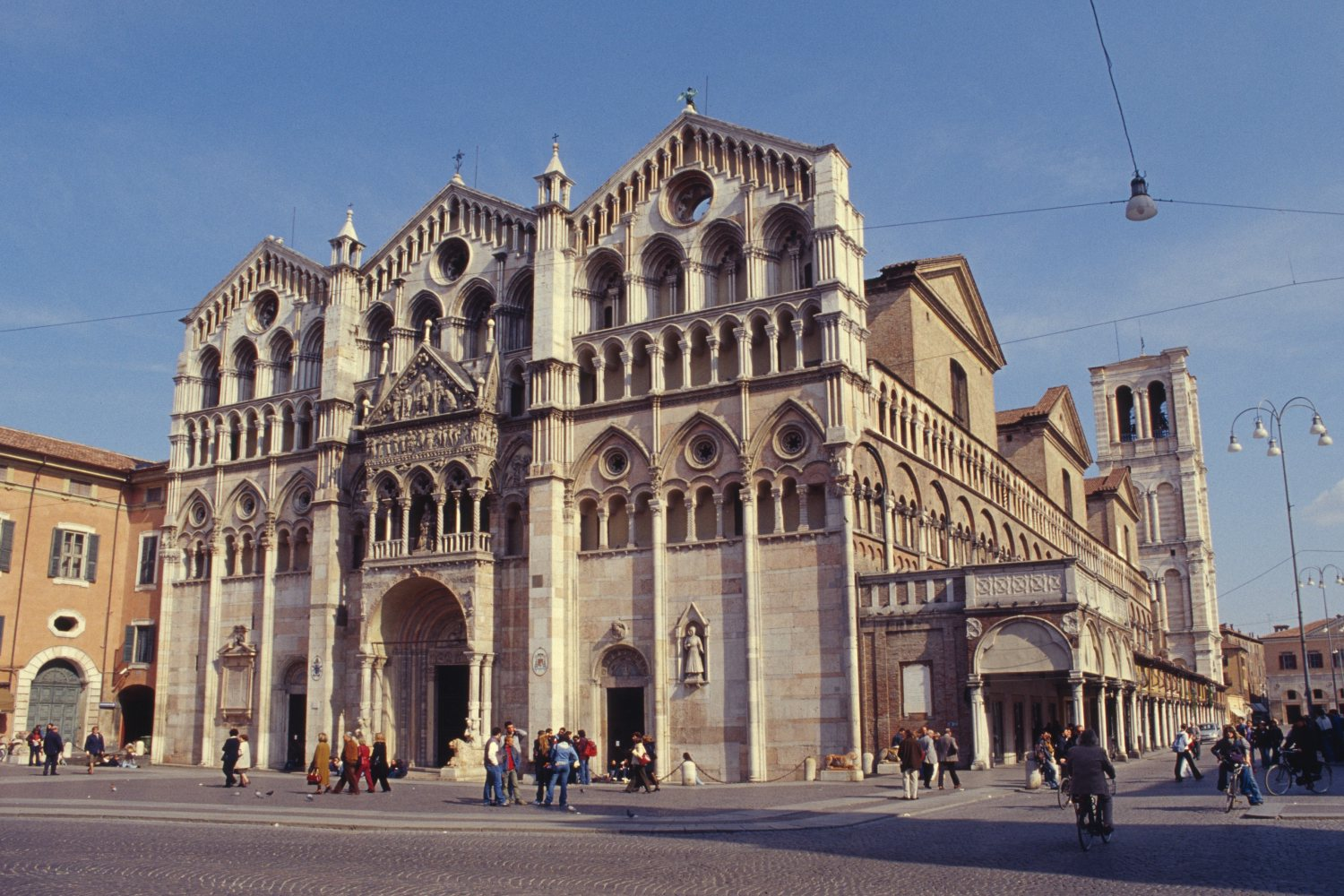
Kathedrale von Ferrara aus Westen

Die Kathedrale von Ferrara (italienisch Basilica Cattedrale di San Giorgio) ist eine römisch-katholische Kirche in der norditalienischen Stadt Ferrara. Sie ist die Mutterkirche der Erzdiözese Ferrara-Comacchio und das größte religiöse Bauwerk der Stadt. Gewidmet ist sie dem heiligen Georg, der zugleich Schutzpatron von Ferrara ist. Die Gebäudeachse des Gotteshauses weicht gegenüber einer exakten Ostung um 24° im Uhrzeigersinn ab.
Die Kathedrale liegt im Stadtzentrum in unmittelbarer Nähe des Palazzo Comunale, also des Rathauses. Auch das berühmte Castello Estense ist nicht weit entfernt. Die Kathedrale ist durch eine überdachte Passage mit dem Palast des Erzbischofs verbunden. Die romanisch-gotische Kathedrale wurde als Bestandteil des historischen Stadtkerns von Ferrara von der UNESCO als Weltkulturerbe anerkannt.

## Geschichte und Architektur

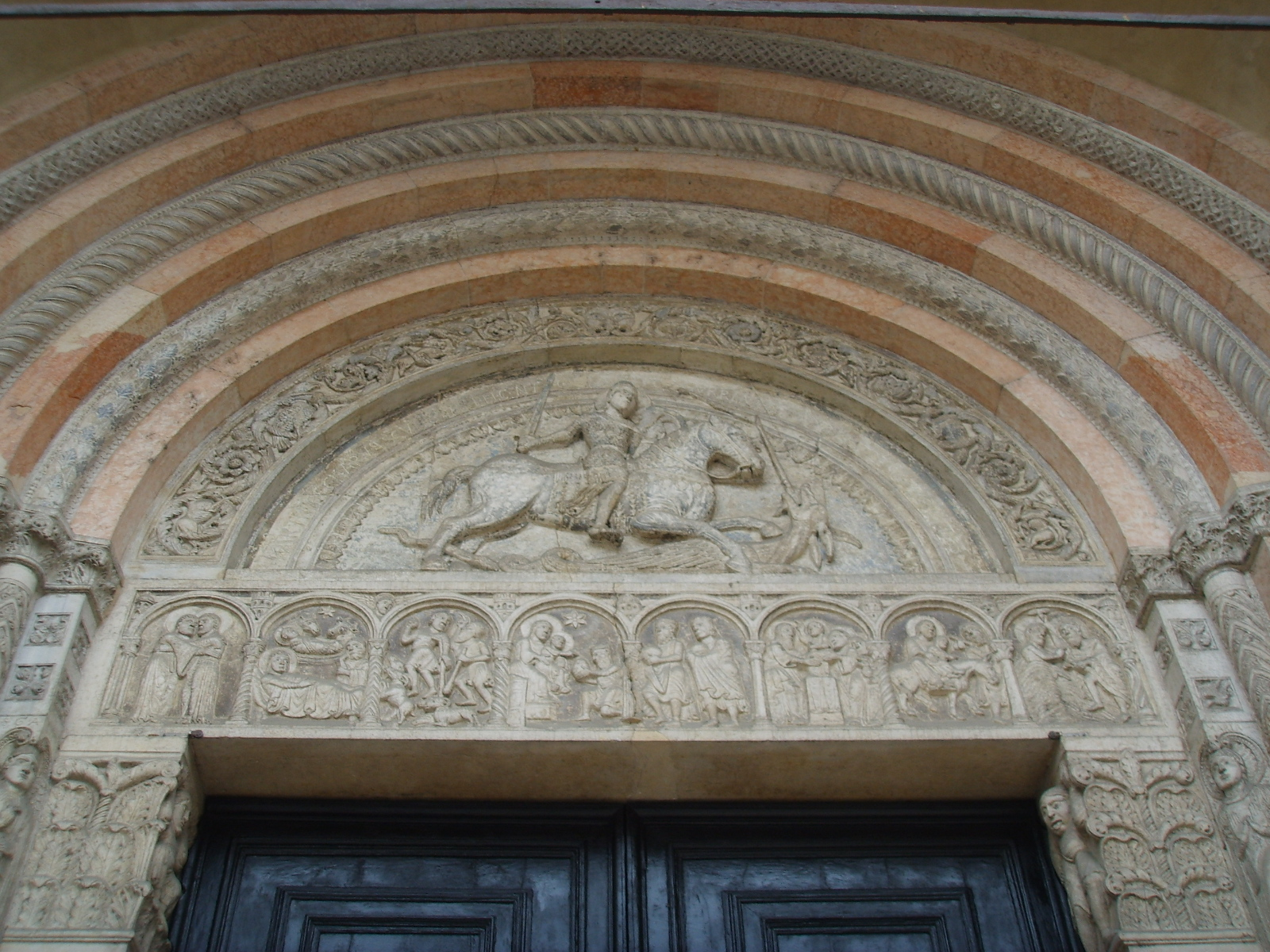
Tympanon des romanischen Hauptportals

Bis ins frühe 12. Jahrhundert hatte Ferrara aus einer Reihe von Siedlungen entlang des Po di Volano bestanden, mit dem ältesten Siedlungskern an der Bischofskirche San Giorgio flussabwärts auf dem rechten Ufer und weiteren Ansiedlungen bei dem byzantinischen Fort auf dem linken Ufer. Im Rahmen einer planmäßigen Stadtanlage nördlich des Forts wurde zwischen 1133 und 1136 mit dem Bau der heutigen Kathedrale begonnen. Ihr Hauptaltar wurde am 8. Mai 1177 geweiht. Das macht deutlich, dass 42 Jahre nach der Grundsteinlegung die Kathedrale wenigstens in den östlichen Teilen beinahe fertiggestellt war, für eine große mittelalterliche Kirche eine recht gute Zeit. Die ehemalige Kathedrale außerhalb der Stadtmauern, ebenfalls dem heiligen Georg geweiht, heißt heute Basilica di San Giorgio fuori le mura und ist von Umbauten des 16. bis 18. Jahrhunderts geprägt.
Die Kathedrale wurde im romanischen Stil begonnen, aber im Lauf der Zeit kamen Formen der Gotik und schließlich der Renaissance hinzu. Wie für die italienische Architektur nicht unüblich, verschwand die Verwendung von Rundbögen in der gotischen Epoche nicht ganz. An der von sichtbarem Backstein geprägten Südfassade gibt es eine wohl frühgotische Galerie aus Rundbögen mit gotisch spitzen Überfangbögen und darüber unter der Traufe eine Zwerggalerie aus Werkstein mit filigran gestalteten Säulen und Bögen mit runder Innenkontur und Kielbögen als Außenkontur.

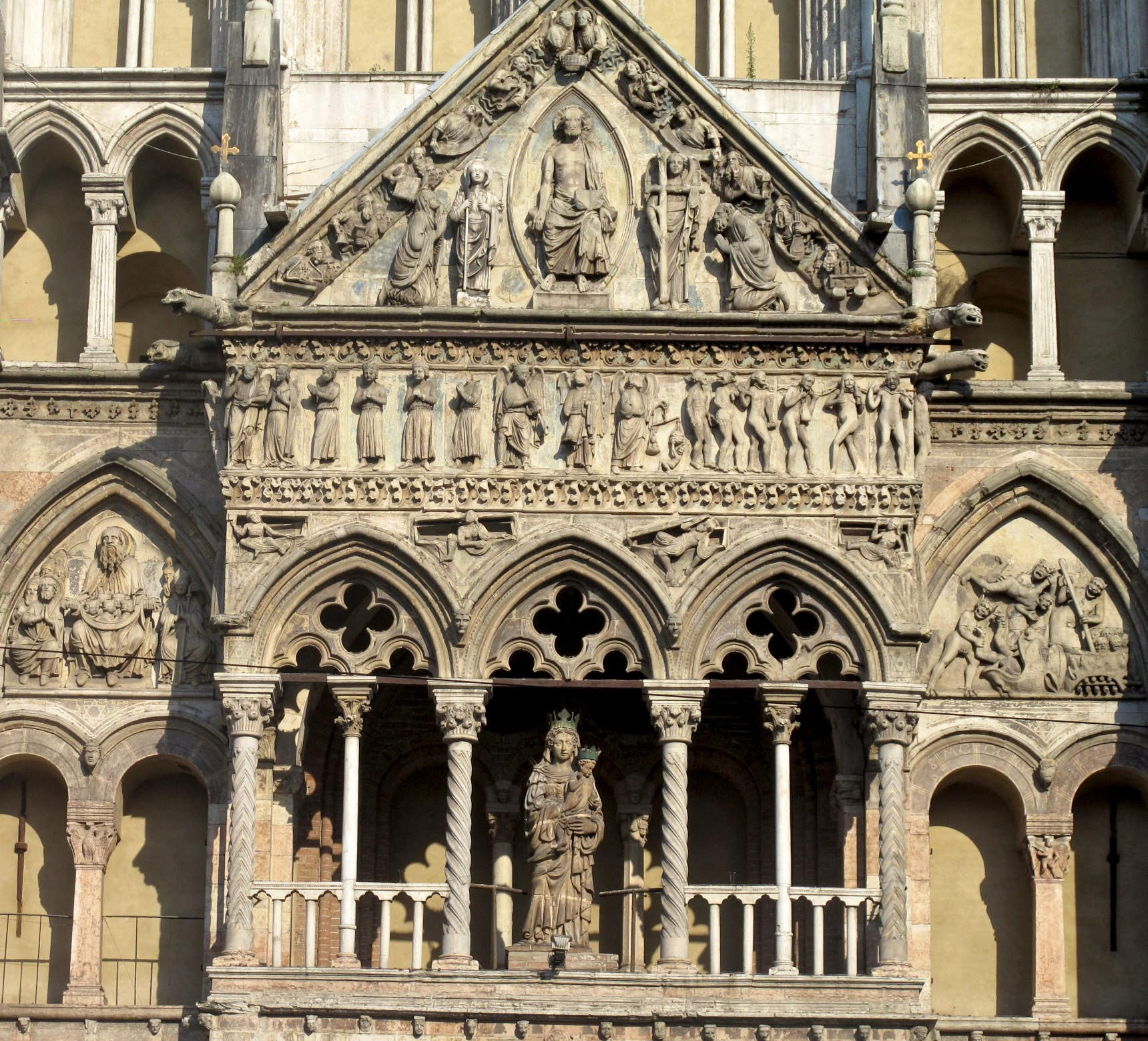
Gotische Loggia über dem Hauptportal

Die prächtige Westfassade ist mit Marmor verkleidet, im unteren Bereich überwiegend leicht rötlich, im oberen überwiegend weiß. Die drei Portale mit ihren runden, von flachen Ornamenten geschmückten Bögen, am Hauptportal in der Mitte mehrfach gestuft, stammen noch aus der romanischen Anfangsphase. Im prächtigen Tympanon nennt eine Inschrift den Namen des Bildhauers: „ARTIFICEM GNARUM - QUI SCULPSERIT HAEC NICHOLAUM – HUNC CURRENTES - LAUDENT PER SAECULA GENTES.“ Sie verdeutlicht, wie fortgeschritten die Zivilisation und damit das Selbstbewusstsein des Bürgertums in Italien schon im 12. Jahrhundert war. Das eigentliche Tympanon zeigt den heiligen Georg im Kampf mit dem Drachen. Auf dem Türsturz erscheinen Szenen aus dem Leben Christi. Die Pfosten des Eingangs sind mit Figuren der Darstellung der Verkündigung und mit vier Propheten dekoriert, die das Kommen Christi vorhersagen. Die beiden Nebenportale werden dem gleichen Meister zugeschrieben wie das Hauptportal, ebenso ein Portal an der Südseite der Kirche, das bei er Restaurierung im 18. Jahrhundert abgerissen wurde. Mehrere Skulpturen, die dieses Tor schmückten und erhalten geblieben sind, werden im Museum der Kathedrale ausgestellt.

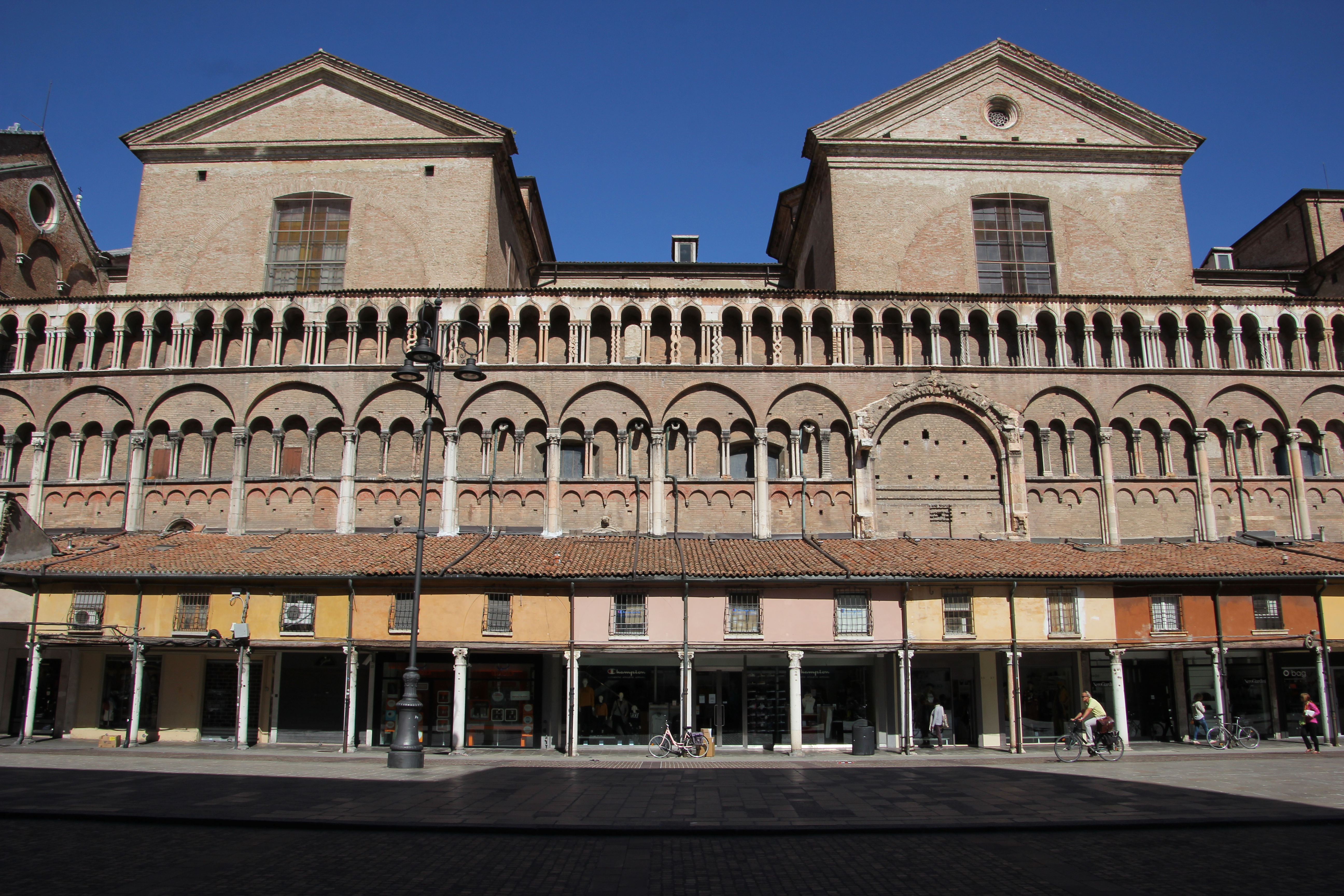
Südseite: Loggia dei Mercanti, zwei verschiedene gotische Zwerggalerien, Renaissance-Gauben

Die Loggia über dem Haupteingang wurde um 1250 aufgesetzt, ist gotisch mit Spitzbögen, Maßwerk mit Vierpässen und ausdrucksstarken Figuren. Im mittleren Bogen der Loggia steht eine Marienstatue. Die Form des Reliefbandes und der Attika auf der Loggia lässt sich der Protorenaissance zurechnen. Die Reliefs dort stellen zusammen das Jüngste Gericht dar: Die Attike zeigt in der Mitte einen thronenden (aber nicht mehr starren) Christus in der Mandorla, zu seinen Seiten zwei Engel und seitlich davon zwei kniend betenden Menschen, ohne Heiligenschein (!), einen Mann und eine Frau, in lebensnahen Proportionen und Positionen. In dem Reliefband darunter trennen drei Engel die Gottgefälligen und die Verdammten.

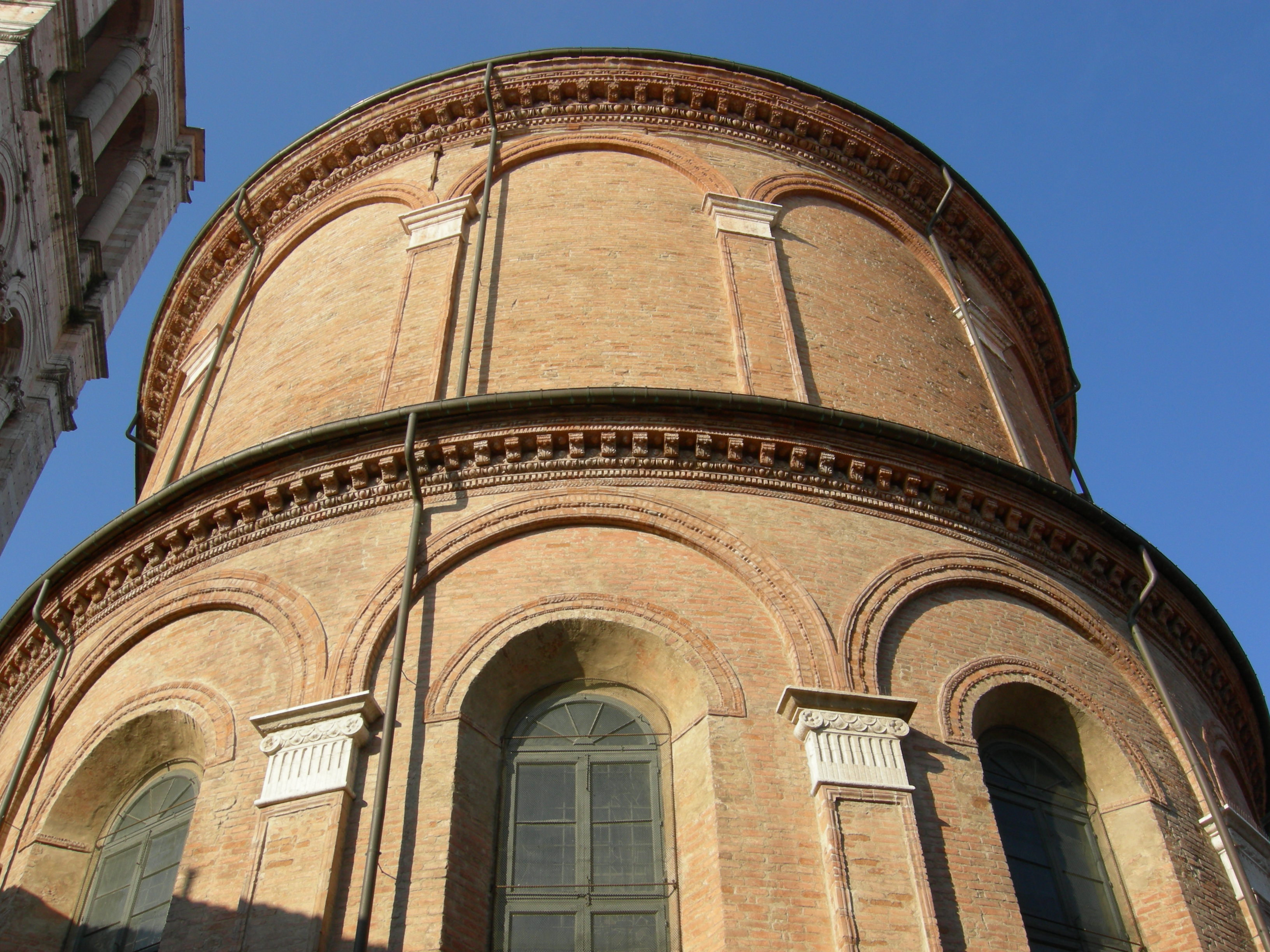
Renaissance-Apsis

Die Galerie beiderseits der Loggia hat zwar rundbogige Einzelarkaden, aber in den Kapitellen überwiegt „korinthisches“ Blattwerk und die Überfangbögen sind schon gotisch spitz. Die Okuli in ihren Tympanonzonen haben schon sehr feines Maßwerk. Der Teil darüber, aus weißem Marmor, umfasst zwei waagerechten Galerien und drei Giebeldreiecken mit ansteigenden Zwerggalerien, zeigt keine romanischen Elemente mehr; die gedoppelten Säulchen, in anderen Regionen etwas romanisches, sind hier auf den Einfluss der verspielten  Venezianischen Gotik zurückzuführen.
Am östlichen Ende der Südseite steht der Campanile, wie die Westfassade aus weißem und rosafarbenem Marmor, der zwischen 1451 und 1493 im Stil der Renaissance errichtet, aber nicht fertiggestellt wurde. Der Entwurf für den Glockenturm wird Leon Battista Alberti zugeschrieben. Etwa aus derselben Zeit stammt die Backsteinfassade der Apsis, Backstein mit Marmorkapitellen, ein Werk des Baumeisters und Stadtplaners Biagio Rossetti aus Ferrara. Mit ihren Lisenen und flachen Rundbogenblenden wurden hier Formen der Romanik wieder aufgegriffen.
Vor dem Sockelbereich der südlichen Längsseite der Kathedrale erstreckt sich die sogenannte Loggia dei Mercanti, in der sich seit dem im Mittelalter die Läden von Händlern befinden.
Die heutige Innengestaltung der Kathedrale ist ein Werk der Renaissance.

## Orgel

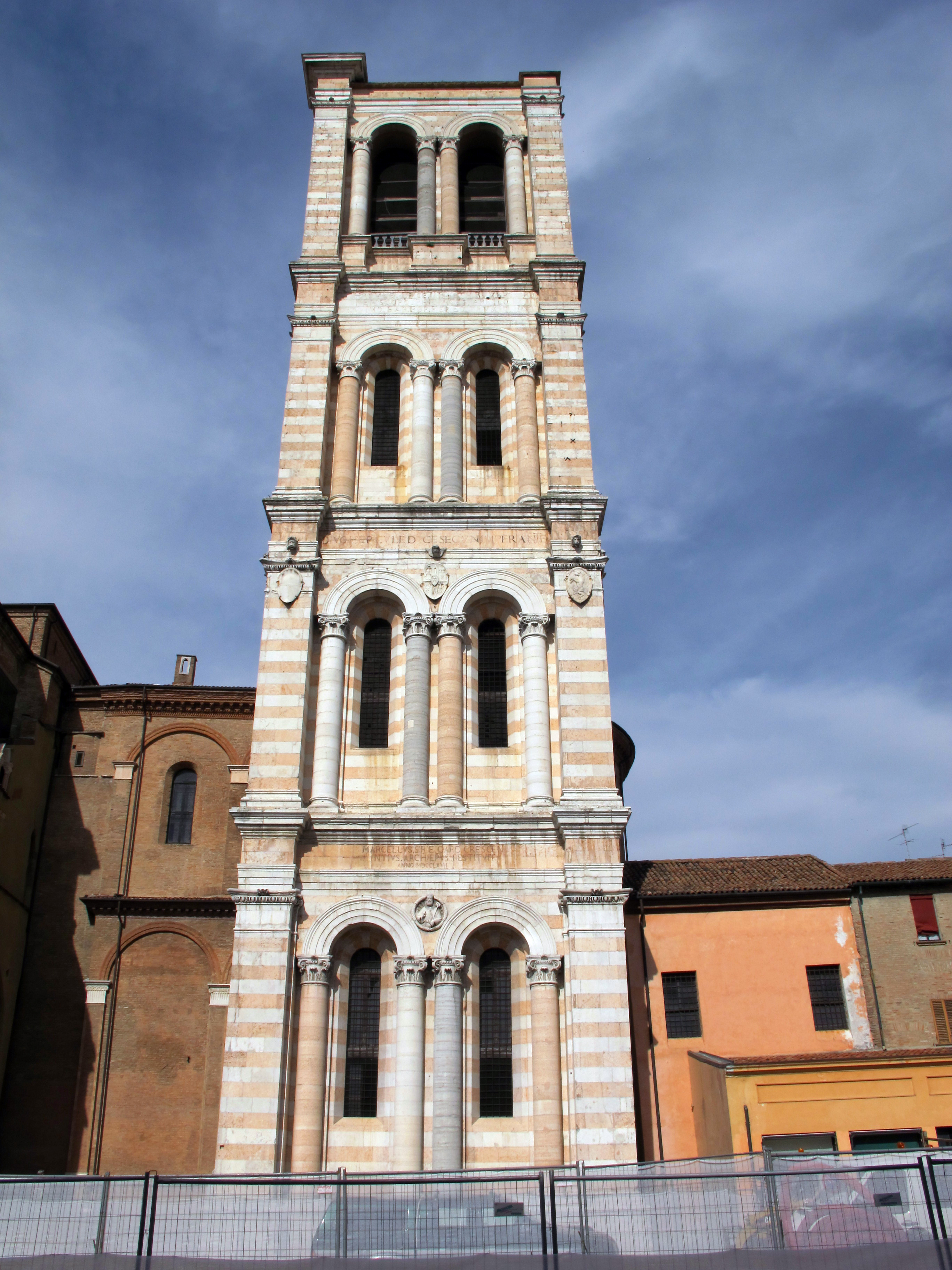
Campanile aus der Renaissance

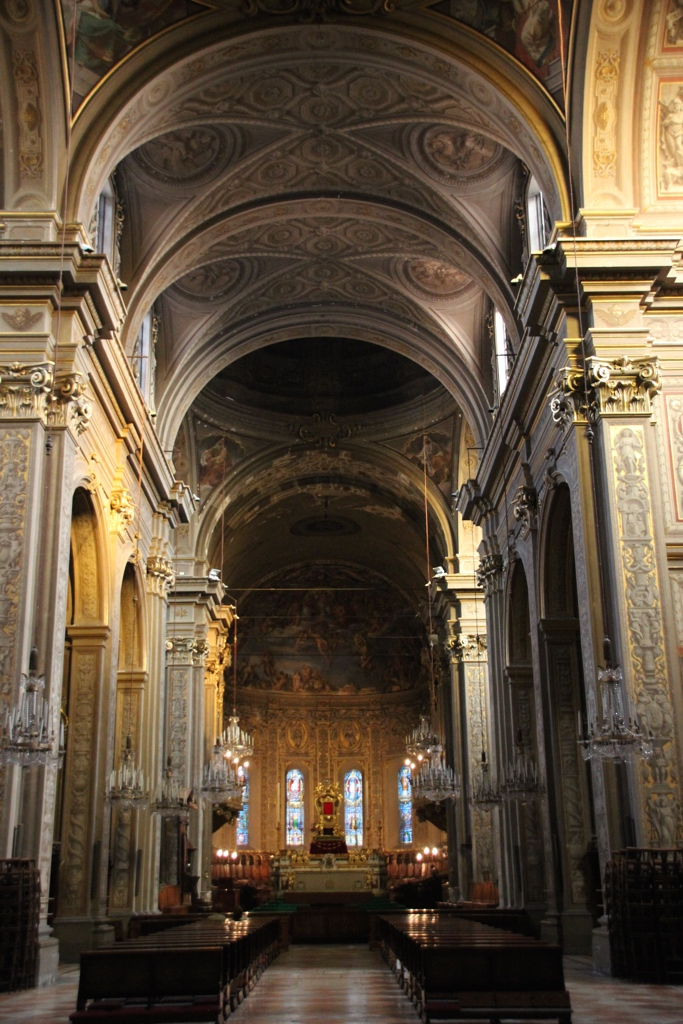
Mittelschiff zum Chor

Die Orgel der Kathedrale hat 37 Register auf drei Manualen und Pedal. Die Trakturen sind mechanisch.
| I Hauptwerk C– |             |       |
| 1.             | Prinzipal   | 16′   |
| 2.             | Prinzipal   | 8′    |
| 3.             | Oktav       | 4′    |
| 4.             | Superoktav  | 2′    |
| 5.             | Mixtur V-VI | 1 ⁄3′ |
| 6.             | Rohrflöte   | 8′    |
| 7.             | Nassat      | 2 ⁄3′ |
| 8.             | Fagott      | 16′   |
| 9.             | Trompete    | 8′    |
| 10.            | Vox Humana  | 8′    |
|                | Tremolo     |       |
|                | Zimbelstern |       |
|                | Usignoli    |       |

| II Positiv C– |                 |    |
| 11.           | Quintadena      | 8′ |
| 12.           | Gedackt         | 8′ |
| 13.           | Prinzipal       | 4′ |
| 14.           | Scharff' IV-V   | 1′ |
| 15.           | Blockflöte      | 4′ |
| 16.           | Waldflöte       | 2′ |
| 17.           | Sesquialtera II |    |
| 18.           | Krummhorn       | 8′ |
|               | Tremolo         |    |

| III Oberwerk C– |                |       |
| 19.             | Hohlflöte      | 8′    |
| 20.             | Rohrflöte      | 4′    |
| 21.             | Gemshorn       | 2′    |
| 22.             | Sifflöte       | 1 ⁄3′ |
| 23.             | Terz zimbel IV | 2′    |
| 24.             | Bahrpfeife     | 8′    |
| 25.             | Schalmei       | 4′    |
| 26.             | Kornett IV     | 8′    |
|                 | Tremolo        |       |

| Pedalwerk C– |                        |         |
| 27.          | Prinzipal              | 16′     |
| 28.          | Subbass                | 16′     |
| 29.          | Rohrquinte III-II      | 10 2⁄3′ |
| 30.          | Prinzipal (aus Nr. 27) | 8′      |
| 31.          | Gedackt (aus Nr. 28)   | 8′      |
| 32.          | Oktav (aus Nr. 27)     | 4′      |
| 33.          | Quinte (aus Nr. 29)    | 5 1⁄3′  |
| 34.          | Trombone               | 16′     |
| 35.          | Trombone (aus Nr. 34)  | 8′      |

- Koppeln: II/I, III/I, I/P, II/P, III/P

## Altäre
Das Altarbild des Hauptaltars, Christus am Kreuz, dessen Stamm St. Magdalena umfasst, wurde von Dosso Dossi gestaltet.

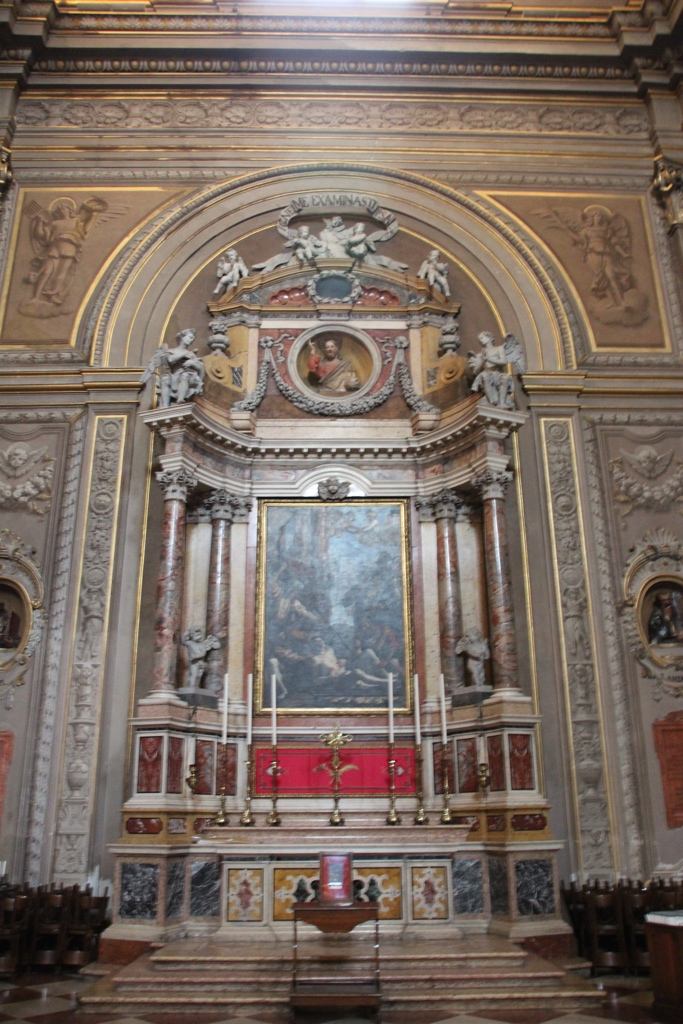
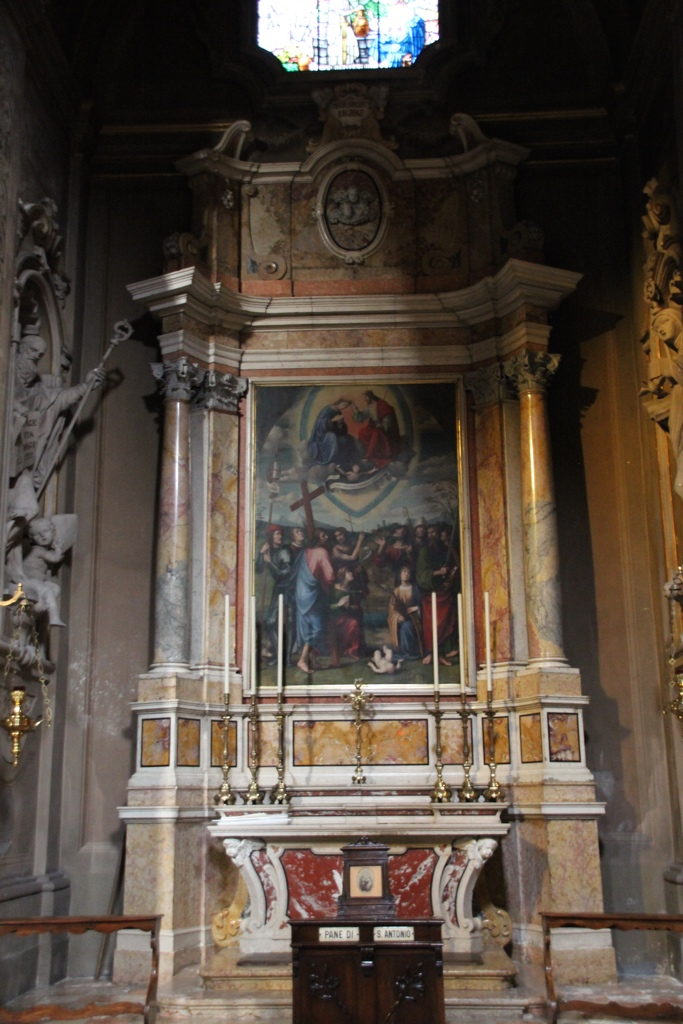
Marienkrönung
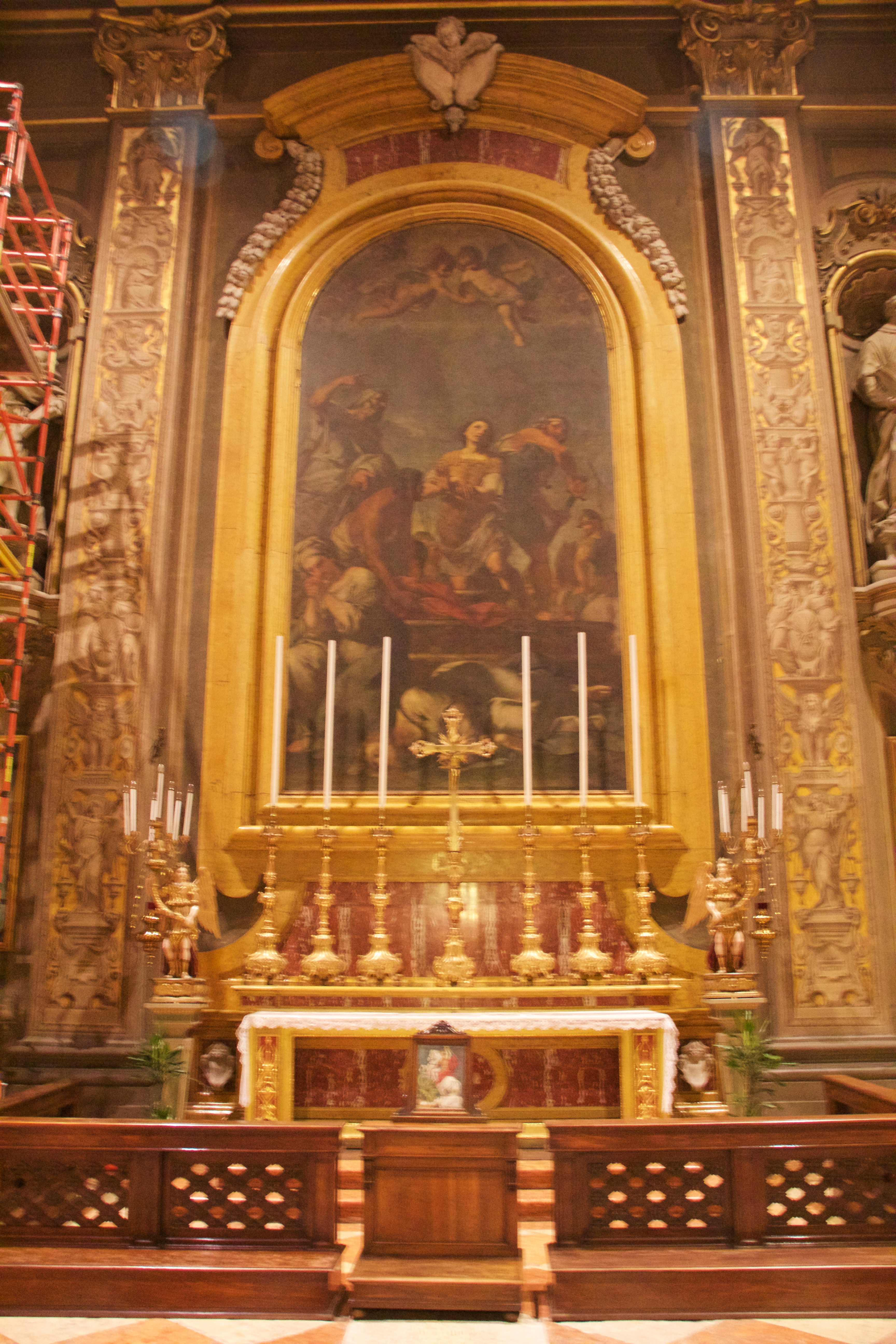
Enthauptung des Hl. Georg
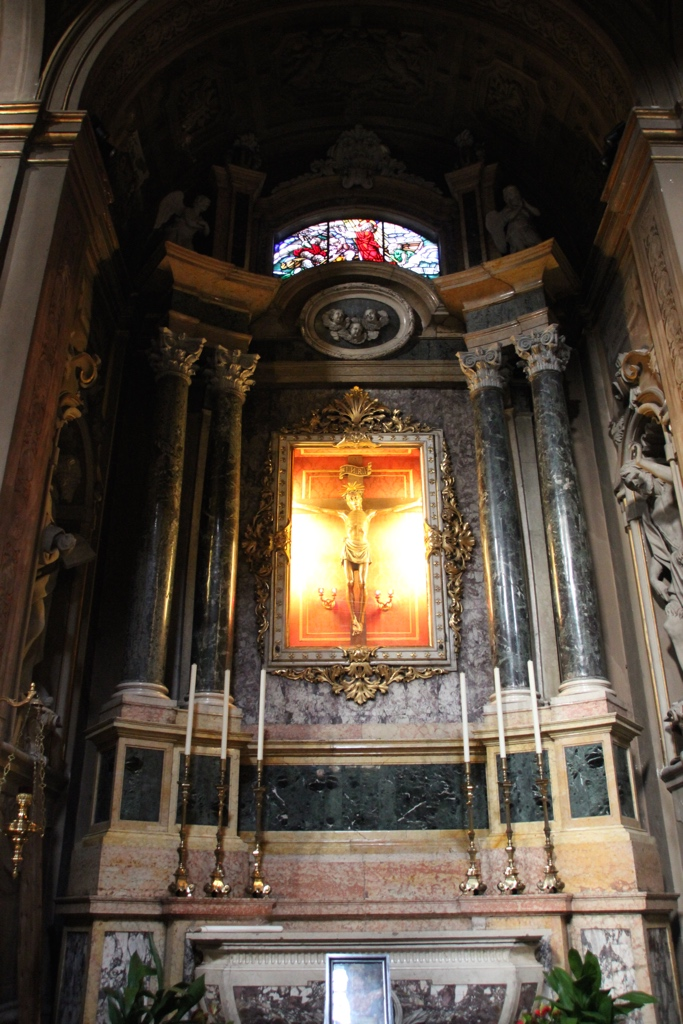